# Héloïse Mansuy
Pour les articles homonymes, voir Mansuy.
Héloïse Mansuy, née le 13 février 1997 à Metz, est une footballeuse française évoluant au poste de défenseure.

## Carrière

### Carrière en club
Héloïse Mansuy évolue dans sa jeunesse à la Renaissance sportive de Magny. En 2012, elle rejoint l'AS Nancy-Lorraine, qui accède en deuxième division la saison suivante. Elle réalise ses débuts en première division lors de la saison 2014-2015 avec le FC Metz-Algrange.
Reléguée avec Metz à la fin de la saison 2016/2017, elle est transférée vers le promu lillois, qui souhaite s'appuyer sur de jeunes joueuses prometteuses afin de se pérenniser dans l'élite.
Reléguée avec le LOSC à la fin de la saison 2018/2019, elle est transférée vers le promu guingampais, qui souhaite s'appuyer sur de jeunes joueuses prometteuses afin de se pérenniser dans l'élite.

### Carrière en sélection
Elle compte trois sélections  avec l'équipe de France des moins de 16 ans en 2013, cinq sélections avec l'équipe de France des moins de 17 ans entre 2012 et 2013 (avec un but marqué), vingt sélections en équipe de France des moins de 19 ans entre 2015 et 2016, et trois sélections en équipe de France des moins de 20 ans en 2016.

## Palmarès
Avec la sélection nationale, elle remporte le championnat d'Europe des moins de 19 ans 2016, et atteint la finale de la Coupe du monde des moins de 20 ans 2016.